# Fernando Sousa (calciatore)
Fernando Manuel Gomes de Sousa, noto semplicemente come Fernando Sousa (Luanda, 4 agosto 1967), è un ex calciatore angolano, di ruolo centrocampista.

## Carriera

### Club
Sousa ha giocato quattro stagioni nella massima serie portoghese con il Campomaiorense.

### Nazionale
Ha giocato 13 partite con la Nazionale angolana tra il 1997 e il 1998.